# Plunderer
Plunderer (プランダラ?, Purandara) è un manga scritto e disegnato da Sū Minazuki. È stato serializzato sulla rivista Monthly Shōnen Ace dal 26 dicembre 2014 al 26 aprile 2022.
In Italia è stato pubblicato da Panini Comics sotto l'etichetta Planet Manga nella collana Manga Saga dal 9 luglio 2020 al 9 dicembre 2022.

## Trama
La storia è ambientata nell'anno 305 del calendario Alcian in un mondo post-apocalittico dominato dai numeri, e qui ogni essere umano è segnato, fin dalla nascita, da un "conteggio". Questo numero può indicare qualsiasi cosa, come ad esempio i nemici sconfitti, i clienti soddisfatti, i criminali arrestati e così via; maggiore è il numero e più è elevata la propria posizione sociale, tuttavia se questo conteggio scende a 0, la persona finisce risucchiata nell'Abisso. Tale sorte è toccata alla madre di Hina, che prima di venire trascinata nell'oscurità fece un'ultima richiesta alla figlia, ovvero quella di partire alla ricerca del leggendario "Asso", un eroe dotato di una forza smisurata. Il viaggio estenuante di Hina prende una svolta improvvisa quando incontra uno strano cavaliere mascherato noto a tutti come Licht Bach, il quale ha un conteggio negativo.

## Personaggi
Licht Bach/Rihito Sakai (リヒトー=バッハ/坂井離人?, Rihitō Bahha/Sakai Rihitō)
Doppiato da: Yoshiki Nakajima
Appare per la prima volta come uno strano pervertito in maschera, successivamente viene rivelato essere un leggendario Asso (ovverosia un gruppo di potenti eroi che visse oltre 300 anni prima dell'inizio degli eventi della storia e che mise fine alla guerra dei rifiuti), apparentemente sembra essere in possesso di due Conti (un Ballot) ma viene suggerito che potrebbe averne un altro, il primo, posto sulla mano, enumera tutte le donne da cui è stato rifiutato, il secondo, posto sulla sua spada, enumera tutte le persone che ha ucciso. La sua vera identità è quella de "L'Asso del Fulmine" ed è il leader degli Assi Leggendari. Nutre sentimenti d'amore per Hina.
Hina (陽菜?, Hina)
Doppiata da: Rina Honnizumi
È una dolce ragazza dai capelli azzurri e dagli occhi blu. All'età di cinque anni perse la madre, la quale venne risucchiata dall'Abisso in quanto presentava un Conto pari a 0. Le ultime parole che le disse sua madre erano in merito alla ricerca del leggendario Asso. Hina da quel momento comincia il viaggio alla ricerca del famigerato eroe finendo per incontrare Licht Bach in una piccola città. Dopo essere venuta a conoscenza del fatto che è lui il leggendario Asso che cercava fa di tutto per poter stare con lui, cominciando a nutrire anche profondi sentimenti d'amore. Presenta come Conto i kilometri passati a camminare.
Lynn May (リィン=メイ?, Riin Mei)
Doppiata da: Ari Ozawa
Sergente maggiore che viene spedita insieme ad un suo subordinato, Pele, in una cittadina per poter garantire la pace a tutti i cittadini che la vivono. Qui incontra Licht Bach, di cui si innamora. È una ragazza estroversa e determinata, tanto generosa da portare come Conto il numero delle persone che aiuta.
Pele Poporo/Gespenst Zerlegen (ペレ=ポポロ/ゲシュペンスト=ゼレーゲン?, Pere Poporo/Geshupensuto Zerēgen)
Doppiato da: Aoi Ichikawa
Subordinato di Lynn, viene spedito insieme alla ragazza in una cittadina per poterne garantire la pace. Nutre dei sentimenti per Lynn.
Jail Murdoch (ジェイル=マードック?, Jeiru Mādokku)
Doppiato da: Yūichirō Umehara
Tenente dell'esercito imperiale. Risulta avere due conti, uno proprio, ed uno aggiuntivo dato da una Ballot. Appare come un uomo serioso e rigido, pronto a fare prevalere il proprio "credo" su qualsiasi cosa ed in qualsiasi occasione. Anche se un po' diffidente agli inizi, comincia a legare con gli altri compagni del gruppo arrivando a definirli "amici". Instaura continue gare e competizioni con Licht.
Nana Bassler (ナナ=バスーラ?, Nana Basūra)
Doppiata da: Shizuka Itō
Si presenta come una ragazza estremamente prosperosa e molto estroversa. Durante il corso della storia rivelerà di essere il primo Asso ad essere stato creato, e la sua capacità peculiare è quella di viaggiare nel tempo. Definisce Licht come suo fratello maggiore, in quanto fin da quando era piccola era solita giocarci e passarci tempo assieme. Nel corso degli eventi comincia a nutrire sentimenti per lui, comprendendo però che il cuore di Licht appartiene solo ad Hina, e per questo li aiuterà nella loro storia d'amore.
Mizuka Sonohara (園原水花?, Sonohara Mizuka)
Doppiata da: Aoi Yūki
Altro Asso creato 300 anni prima durante la Guerra di Rifiuto. Si presenta come una ragazza dolce, fragile ed incapace di uccidere le persone. È definita come l'Asso dell'Inseguimento. Prova un grande senso di stima e di rispetto per Licht, che lei chiama Rihito in memoria dei vecchi momenti passati insieme quando ancora potevano definirsi umani. Durante il corso della storia viene presa in ostaggio più volte dai suoi creatori i quali la corrompono per uccidere Licht.
Alexandrov Grigorovich/Alan (アレクサンドロ=グレゴリーヴｨッチ/アラン?, Arekusandoro Guregorīvuitchi/Aran)
Doppiato da: Hiroki Tōchi
Schmerman Bach (シュメルマン=バッハ?, Shumeruman Bahha)
Doppiato da: Toshihiko Seki
Taketora Doan (道安武虎?, Dōan Taketora)
Doppiato da: Satoshi Hino
Tokikaze Sakai (坂井時風?, Sakai Tokikaze)
Doppiato da: Kaito Ishikawa
Saki Ichinose (一ノ瀬咲?, Ichinose Saki)
Doppiata da: Miyu Kubota
Genji Akui (阿久井玄治?, Akui Genji)
Doppiato da: Youhei Azakami
Kyouhei Suda (須田恭平?, Suda Kyōhei)
Doppiato da: Tomohito Takatsuka
Asumi Sumitani (住谷愛純?, Sumitani Asumi)
Doppiata da: Yukimi Hayase
Kyouka Narumiya (成宮杏華?, Narumiya Kyōka)
Doppiata da: Tamaki Orie

## Media

### Manga
Il manga, scritto e disegnato da Sū Minazuki, è stato serializzato dal 26 dicembre 2014 al 26 aprile 2022 sulla rivista Monthly Shōnen Ace edita da Kadokawa Shoten. I vari capitoli sono stati raccolti in ventuno volumi in formato tankōbon dal 25 luglio 2015 al 24 giugno 2022.
In Italia la serie è stata pubblicata da Panini Comics sotto l'etichetta Planet Manga nella collana Manga Saga dal 9 luglio 2020 al 9 dicembre 2022.

#### Volumi
| 1  | 25 luglio 2015 | ISBN 978-4-04-103329-6 | 9 luglio 2020     | ISBN 978-88-912-9471-5 |
| 1  | Capitoli - 1. L'asso leggendario (伝説の撃墜王?, Densetsu no gekitsui-ō) - 2. Ti odio (だいっきらい?, Daikkirai) - 3. È la divisa, non posso farci niente (制服だから仕方ない?, Seifukudakara shikatanai)                                                                                                 |                        |                   |                        |
| 2  | 25 luglio 2015 | ISBN 978-4-04-103330-2 | 13 agosto 2020    | —                      |
| 2  | Capitoli - 4. Ballot holder (違法所持者?, Ihō shojisha (Barotto Horutā)) - 5. Tu non scusarti! E tu invece scusati! (謝るな、謝れ?, Ayamaru na, ayamare) - 6. Sesto senso (勘?, Kan) - 7. Il demonio dell'Abyss (アビスの悪魔?, Abisu no akuma)                                                           |                        |                   |                        |
| 3  | 26 novembre 2015 | ISBN 978-4-04-103331-9 | 10 settembre 2020 | —                      |
| 3  | Capitoli - 8. Non vedo niente (何も見えない?, Nani mo mienai) - 9. Plunderer (プランダラ?, Purandara) - 10. Passami la mano fra i capelli (優しく髪をかきあげて?, Yasashiku kami o kakiagete) - 11. Sul serio (本気?, Honki)                                                                              |                        |                   |                        |
| 4  | 26 aprile 2016 | ISBN 978-4-04-103913-7 | 15 ottobre 2020   | —                      |
| 4  | Capitoli - 12. Spia (間者?, Kanja) - 13. Cerimonia d'ingresso (入校式?, Nyūkō shiki) - 14. Una persona fuori dal comune (希少な人間?, Kishōna ningen) - 15. la divinità caduta dal cielo (落ちてきた神?, Ochite kita kami)                                                                                |                        |                   |                        |
| 5  | 26 luglio 2016 | ISBN 978-4-04-103914-4 | 12 novembre 2020  | —                      |
| 5  | Capitoli - 16. Pancia piena (腹いっぱい?, Haraippai) - 17. Responsabilità collettiva (連帯責任?, Rentai sekinin) - 18. Lassù sulle montagne (丘を越えゆこうよ?, Oka o koe yukou yo) - 19. La guerra promessa (約束された戦争?, Yakusoku sa reta sensō)                                                    |                        |                   |                        |
| 6  | 26 dicembre 2016 | ISBN 978-4-04-104877-1 | 10 dicembre 2020  | —                      |
| 6  | Capitoli - 20. Lettera d'amore (ラブレター?, Rabu Retā) - 21. Scoperti (露見?, Roken) - 22. Scricchiolio (きしむ音?, Kishimu oto) - 23. La guerra per scartare la gente (廃棄するための戦争?, Haiki suru tame no sensō)                                                                                   |                        |                   |                        |
| 7  | 26 maggio 2017 | ISBN 978-4-04-104878-8 | 14 gennaio 2021   | —                      |
| 7  | Capitoli - 24. Il cavaliere (騎士?, Kishi) - 25. L'asso degli attacchi lampo (閃撃の撃墜王?, Sengeki no gekitsui-ō) - 26. Il mio count (ボクのカウントは?, Boku no Kaunto wa) - 27. Il popolo eletto (選民?, Senmin)                                                                                      |                        |                   |                        |
| 8  | 26 agosto 2017 | ISBN 978-4-04-105995-1 | 18 febbraio 2021  | —                      |
| 8  | Capitoli - 28. Tradimento (浮気?, Uwaki) - 29. Pioggia 1 (雨１?, Ame 1) - 30. Pioggia 2 (雨２?, Ame 2) - 31. Padre (父親?, Chichioya) |                        |                   |                        |
| 9  | 26 febbraio 2018 | ISBN 978-4-04-106562-4 | 11 marzo 2021     | —                      |
| 9  | Capitoli - 32. Un test (試験?, Shiken) - 33. L'eroe 1 (英雄１?, Eiyū 1) - 34. L'eroe 2 (英雄２?, Eiyū 2) - 35. La promessa (約束?, Yakusoku) |                        |                   |                        |
| 10 | 26 giugno 2018 | ISBN 978-4-04-107048-2 | 15 aprile 2021    | —                      |
| 10 | Capitoli - 36. Un caso (たまたま?, Tamatama) - 37. Bach (たまたま?, Tamatama) - 38. La sciocca sovrana (愚帝?, Gu tei) - 39. Rincontrarsi (再会?, Saikai) |                        |                   |                        |
| 11 | 26 novembre 2018 | ISBN 978-4-04-107612-5 | 13 maggio 2021    | —                      |
| 11 | Capitoli - 40. Separazione (别離?, Betsuri) - 41. Il mio count (僕のカウントは?, Boku no Kaunto wa) - 42. La seduta è aperta (開会?, Kaikai) - 43. Speranze realizzate, speranze distrutte (守られた望み、破られる望み?, Mamora reta nozomi, yabura reru nozomi)                                          |                        |                   |                        |
| 12 | 26 marzo 2019 | ISBN 978-4-04-107613-2 | 10 giugno 2021    | —                      |
| 12 | Capitoli - 44. Invasione (侵略?, Shinryaku) - 45. Il ritorno (帰還?, Kikan) - 46. Il modo (方法?, Hōhō) - 47. Luce (光?, Hikari) |                        |                   |                        |
| 13 | 26 luglio 2019 | ISBN 978-4-04-108694-0 | 15 luglio 2021    | —                      |
| 13 | Capitoli - 48. Giocattolo (玩具?, Omocha) - 49. Tradimento (裏切り?, Uragiri) - 50. L'unica (唯一人?, Tada hitori) - 51. Intercettazione (迎撃?, Geigeki) |                        |                   |                        |
| 14 | 26 dicembre 2019 | ISBN 978-4-04-108696-4 | 12 agosto 2021    | —                      |
| 14 | Capitoli - 52. Angelo (天使?, Tenshi) - 53. Rimorsi (後悔?, Kōkai) - 54. Solitudine (孤独?, Kodoku) - 55. Sopportazione (我慢?, Gaman) |                        |                   |                        |
| 15 | 25 aprile 2020 | ISBN 978-4-04-109336-8 | 23 settembre 2021 | —                      |
| 15 | Capitoli - 56. Punto debole (弱点?, Jakuten) - 57. Il bambino (男の子?, Otokonoko) - 58. Il successore (受け継ぐもの?, Uketsugu mono) - 59. Principi (信念?, Shin nen) |                        |                   |                        |
| 16 | 26 agosto 2020 | ISBN 978-4-04-109337-5 | 4 novembre 2021   | —                      |
| 16 | Capitoli - 60. Come il vento (風のように?, Kaze no yōni) - 61. Dichiarazione di guerra (宣戦布告?, Sensen fukoku) - 62. Istinto omicida (殺意?, Satsui) - 63. Il male (悪?, Aku) |                        |                   |                        |
| 17 | 26 gennaio 2021 | ISBN 978-4-04-111102-4 | 11 novembre 2021  | —                      |
| 17 | Capitoli - 64. Un posto nel mondo (居場所?, Ibasho) - 65. Separazione (別離?, Betsuri) - 66. Puoi capirlo solo tu (あなたにしかわからない?, Anata ni shika wakaranai) - 67. Meno male (よかった?, Yokatta)                                                                                                |                        |                   |                        |
| 18 | 26 maggio 2021 | ISBN 978-4-04-111381-3 | 10 marzo 2022     | —                      |
| 18 | Capitoli - 68. Chi deve morire (死ねべきは誰?, Shinebeki wa dare) - 69. Se uccidi una persona che ami... (愛する者を殺せば?, Aisurumono o koroseba) - 70. Risparmiala! (見逃してくれよ?, Minoga shite kureyo) - 71. La trasmissione (通信?, Tsūshin)                                                      |                        |                   |                        |
| 19 | 26 ottobre 2021 | ISBN 978-4-04-111828-3 | 5 maggio 2022     | —                      |
| 19 | Capitoli - 72. Serenamente, tranquillamente, rapidamente (穏やかに、安らかに、速やかに?, Odayaka ni, yasuraka ni, sumiyaka ni) - 73. Esitazione (ためらう?, Tamerau) - 74. Genji (玄治?, Genji) - 75. Non mi arrendo, non voglio arrendermi (あきらめない、あきらめたくない?, Akiramenai, akirametakunai) |                        |                   |                        |
| 20 | 26 febbraio 2022 | ISBN 978-4-04-111829-0 | 15 settembre 2022 | —                      |
| 20 | Capitoli - 76. Leale (フェア?, Fea) - 77. Ancora un bambino (まだ子供?, Mada kodomo) - 78. Salvezza (救う方法?, Sukuu hōhō) - 79. La cerimonia di diploma (卒業式?, Sotsugyōshiki) |                        |                   |                        |
| 21 | 24 giugno 2022 | ISBN 978-4-04-112633-2 | 9 dicembre 2022   | —                      |
| 21 | Capitoli - 80. Il nemico di tutto il mondo (全世界の敵?, Zensekai no teki) - 81. Padre e figlio (親子?, Oyako) - 82. Un mondo in pace, felice e noioso (平和で幸せなつまらない世界?, Heiwade shiawasena tsumaranai sekai)                                                                                 |                        |                   |                        |

### Anime
Un adattamento anime è stato annunciato sul numero di Monthly Shōnen Ace del 18 febbraio 2018. La serie viene diretta dal regista Hiroyuki Kanbe, la sceneggiatura è assegnata a Masashi Suzuki mentre viene prodotta dallo studio d'animazione Geek Toys. Il character design è curato da Yuka Takashina, Yūki Fukuchi e Hiroko Fukuda mentre la colonna sonora è composta da Junichi Matsumoto. La serie è stata trasmessa in Giappone dall'8 gennaio al 24 giugno 2020 su Tokyo MX, KBS, TVA, SUN, BS11 e AT-X. La prima sigla d'apertura si intitola Plunderer ed è cantata da Miku Itō mentre la prima di chiusura si intitola Countless Days ed è interpretata da Rina Honnizumi. Entrambe le sigle coprono gli episodi 1-12. La seconda sigla d'apertura della serie si intitola Kokou No Hikari Lonely Dark ed è cantata da Miku Itō, mentre la seconda sigla di chiusura della serie si intitola Reason of Life ed è cantata da Rina Honnizumi, Ari Ozawa e Shizuka Itō. Entrambe le sigle coprono gli episodi 13-24.
In Italia i diritti della serie sono stati acquistati da Yamato Video che l'ha pubblicata sul proprio canale YouTube in versione sottotitolata.

#### Episodi
| Nº | Titolo italiano Giapponese 「Kanji」 - Rōmaji                                       | In onda          | In onda |
| Nº | Titolo italiano Giapponese 「Kanji」 - Rōmaji                                       | Giapponese       |         |
| 1  | Il leggendario Asso 「伝説の撃墜王」 - Densetsu no gekitsui-ō                       | 8 gennaio 2020   |         |
| 2  | Ti odio! 「だいっきらい！」 - Daikkirai!                                            | 15 gennaio 2020  |         |
| 3  | È l'uniforme, che posso farci? 「制服だから仕方ない」 - Seifuku da kara shikatanai  | 22 gennaio 2020  |         |
| 4  | Ballot Holder 「違法所持者」 - Barotto Horudā                                       | 29 gennaio 2020  |         |
| 5  | Non scusarti, scusati 「謝るな、謝れ」 - Ayamaruna, yamare                          | 5 febbraio 2020  |         |
| 6  | Intuizione 「勘」 - Kan                                                             | 12 febbraio 2020 |         |
| 7  | Era squisito 「美味かったよ」 - Umakattayo                                          | 19 febbraio 2020 |         |
| 8  | Demone dell'abisso 「アビスの悪魔」 - Abisu no akuma                                | 26 marzo 2020    |         |
| 9  | Plunderer 「プランダラ」 - Purandara                                                | 4 marzo 2020     |         |
| 10 | Serio 「本気」 - Honki                                                              | 11 marzo 2020    |         |
| 11 | Specialità 「とっておき」 - Totteoki                                                | 18 marzo 2020    |         |
| 12 | Cerimonia d'ingresso 「入校式」 - Nyūkōshiki                                        | 1º aprile 2020   |         |
| 13 | A sazietà 「腹いっぱい」 - Haraippai                                                | 8 aprile 2020    |         |
| 14 | 7 minuti e 12 secondi 「7分12秒」 - Nana fun jūni byō                               | 15 aprile 2020   |         |
| 15 | L'unità che non uccide 「殺さない軍隊」 - Korosanai guntai                          | 22 aprile 2020   |         |
| 16 | Una guerra di rifiuto 「廃棄物処理のための戦争」 - Haikibutsushori no tame no sensō | 29 aprile 2020   |         |
| 17 | L'Asso del Fulmine 「閃撃の撃墜王」 - Sengeki no gekitsui-ō                         | 6 maggio 2020    |         |
| 18 | Nasce Alcia 「アルシア誕生」 - Arushia tanjō                                        | 13 maggio 2020   |         |
| 19 | Infedele 「浮気」 - Uwaki                                                           | 20 maggio 2020   |         |
| 20 | Pioggia 「雨」 - Ame                                                                | 27 maggio 2020   |         |
| 21 | Padre 「父親」 - Chichioya                                                          | 3 giugno 2020    |         |
| 22 | Promessa 「約束」 - Yakusoku                                                        | 10 giugno 2020   |         |
| 23 | Imperdonabile 「許さない」 - Yurusanai                                              | 17 giugno 2020   |         |
| 24 | Il mio Asso 「私の撃墜王」 - Watashi no gekitsui-ō                                  | 24 giugno 2020   |         |

#### Pubblicazioni
Gli episodi di Plunderer sono stati raccolti in tre volumi BD/DVD, distribuiti in Giappone per il mercato home video dal 25 marzo al 26 agosto 2020.
| Volume |         |                       |
| Volume | Episodi | Data di pubblicazione |
| ------ | ------- | --------------------- |
| 1      | 1-6     | 25 marzo 2020         |
| 2      | 7-12    | 24 aprile 2020        |
| 3      | 13-18   | 29 luglio 2020        |
| 4      | 19-24   | 26 agosto 2020        |